# Peugeot 307
El Peugeot 307 és un automòbil del segment C produït pel fabricant francès Peugeot des de l'any 2001 i 2008 a Europa. Fou el successor del Peugeot 306 i al seu torn fou reemplaçat pel Peugeot 308, que es va deixar de fabricar el 2002 després d'estar nou anys en producció. És més alt que la majoria dels models del segment C de la seva època. Utilitzant la plataforma PSA PF2, va ser guardonat amb el títol de Cotxe europeu de l'any el 2002. Existeix en versions hatchback de tres i cinc portes, sedan de quatre portes, familiar de cinc portes i descapotable amb sostre de metall.

## Motoritzacions
El 307 està disponible amb diverses motoritzacions, totes de quatre cilindres. Els gasolina són un de 1.4 litres de cilindrada i 90 PS de potència màxima, un 1.6 litres de 110 PS, i un 2.0 litres en versions de 140 i 180 PS. Els dièsel són un 1.6 litres de 90 o 110 PS de potència màxima, i un 2.0 litres en versions de 90, 110 i 136 PS.